# Junín (Mendoza)
Junín é uma cidade da Argentina, localizada na província de Mendoza